# Bảo tàng Đồ chơi ở Kudowa-Zdrój
Bảo tàng Đồ chơi ở Kudowa-Zdrój (tiếng Ba Lan: Muzeum Zabawek w Kudowie-Zdroju) là một bảo tàng tư nhân tọa lạc tại số 46b Phố Zdrojowa, Kudowa-Zdrój, Ba Lan.

## Lịch sử hình thành
Bảo tàng Đồ chơi ở Kudowa-Zdrój được thành lập vào tháng 12 năm 2002. Tháng 7 năm 2010, một chi nhánh của Bảo tàng được thành lập tại số 2 Phố Piłsudskiego, Krynica-Zdrój.

## Triển lãm
Bộ sưu tập của Bảo tàng Đồ chơi ở Kudowa-Zdrój hiện đang bao gồm các đồ chơi có giá trị lịch sử, từ cổ vật đến những đồ chơi được sản xuất trong thập niên 1980. Phần lớn các vật triển lãm có niên đại từ thế kỷ 19 và 20. Bộ sưu tập của Bảo tàng bao gồm: đồ chơi hình khối, đồ chơi cơ học, đồ chơi bằng thiếc, hàng dệt (búp bê, động vật), đồ chơi bằng gỗ, đồ chơi bằng đất sét, đồ chơi quân sự, và các thứ khác.
Các bộ sưu tập của Bảo tàng Đồ chơi ở Kudowa-Zdrój nhiều lần được mang đi giới thiệu bên ngoài, bao gồm triển lãm tại Bảo tàng Vùng Kłodzko ở Kłodzko, Lâu đài Książ ở Wałbrzych và Lâu đài của Công tước Pomeranian ở Szczecin. Năm 2012, Bảo tàng Đồ chơi ở Kudowa-Zdrój là bảo tàng duy nhất ở Ba Lan được mời tham gia Đại hội Bảo tàng Đồ chơi Thế giới tại Istanbul.

## Giờ mở cửa
Bảo tàng Đồ chơi ở Kudowa-Zdrój hoạt động quanh năm, mở cửa tất cả các ngày trong tuần. Khách tham quan phải trả phí vào cửa.